# Margherita Cagol
Margherita (Mara) Cagol, née le 8 avril 1945 à Sardagna  (frazione de Trente) et morte le 5 juin 1975 à Melazzo, est une terroriste de gauche italienne.
Avec son mari Renato Curcio et Alberto Franceschini, elle est l'un des fondateurs des Brigades rouges (BR), une organisation armée italienne d'extrême-gauche. Les BR sont un des principaux acteurs des années de plomb, pendant lesquelles l'Italie fut la proie tant du terrorisme rouge (d'extrême-gauche) que du terrorisme noir (d'extrême-droite).

## Biographie
Margherita Cagol nait dans une famille de classe moyenne, religieuse et conservatrice de Sardagna (Trentin), dans le nord de l'Italie. Sa mère travaille dans une pharmacie et son père possède une parfumerie. En 1964, elle termine des études de comptabilité et commence des études de sociologie à la faculté des sciences sociales de l’ Université de Trente. Elle participe au mouvement étudiant et rencontre  Renato Curcio, son complice et co-dirigeant des Brigades rouges, au sein du comité de rédaction de la publication Lavoro Politico (Travail politique). Elle obtient son diplôme en 1969 et épouse Renato Curcio. Le couple s'installe à Milan où elle continue à étudier la sociologie avec une bourse pendant deux ans. 
Dans la seconde moitié des années 1970, les Brigades rouges sont formées à la suite de l'union de la gauche prolétarienne de Curcio et d'un groupe radical d'étudiants et ouvriers. Après l’arrestation de Renato Curcio en février 1971 pour l'occupation d’une maison vacante, Curcio, Cagol et d’autres militants entrent dans la clandestinité en organisant les Brigades rouges. Cagol est impliquée dans les activités des Brigades rouges de 1972 à 1975. Curcio et Alberto Franceschini sont arrêtés le 8 septembre 1974 à Pignerol. Le 18 février 1975, un commando dirigé par Mara Cagol libère Renato Curcio et Alberto Franceschini de la prison de Casale Monferrato . 
Le 5 juin 1975, des membres des Brigades rouges enlèvent l'industriel Vallarino Gancia afin d’obtenir une rançon et le séquestrent dans une ferme achetée à Spiotta d'Arzello. Lorsque les carabiniers viennent fouiller la ferme, les terroristes ouvrent le feu. Deux policiers ainsi que Cagol sont tués, tandis que son complice s'échappe.
La Fraction armée rouge allemande prend le nom de « Cagol », un commando « Mara Cagol » menant même une attaque terroriste contre Karl Heinz Beckurts.

## Source de traduction
- (de) Cet article est partiellement ou en totalité issu de l’article de Wikipédia en allemand intitulé « Cagol Margherita Cagol » (voir la liste des auteurs).